# Jordan Nichols
Jordan Nichols (San Luis, Misuri, 13 de abril de 1992) es un actor y modelo estadounidense.

## Trayectoria
Jordan nació en la primavera de 1992 en San Luis (Misuri), EE. UU. Comenzó su carrera en 2010 en dos episodios de Shake It Up (serie de televisión) como personaje de Joshua. Más tarde interpretó el papel de Brandon en el episodio doble de ¡Buena suerte, Charlie!. En 2011 actuó en la serie de Nickelodeon, Supah Ninjas donde interpretó el personaje Cameron Vanhauser y participó en un video musical de la serie Victorious. El mismo año actuó en Un chiflado encantador junto a Sarah Hyland y Matt Prokop, interpretando el personaje de Asher.

## Filmografía

### Películas
| Año  | Título                   | Personaje | Notas          |
| ---- | ------------------------ | --------- | -------------- |
| 2011 | Un chiflado encantador   | Asher     | Disney Channel |
| 2011 | 1313: Wicked Stepbrother | Jarrod    |                |

### Series
| Año  | Título                            | Personaje          | Notas                                       |
| ---- | --------------------------------- | ------------------ | ------------------------------------------- |
| 2010 | Shake It Up (serie de televisión) | Joshua             | (A todo ritmo, 2 episodios), Disney Channel |
| 2011 | ¡Buena suerte, Charlie!           | Brandon            | (2 episodios), Disney Channel               |
| 2011 | Supah Ninjas                      | Cameron Vanhauser. | (4 episodios), Nickelodeon                  |
| 2011 | Modern Family                     | Ben Ford.          | temporada 3 episodio 54 , 20th Century Fox  |

### Videos musicales
| Año  | Título                | Notas      |
| ---- | --------------------- | ---------- |
| 2011 | Beggin' on Your Knees | Victorious |

- Datos: Q1703642